# Armonografo

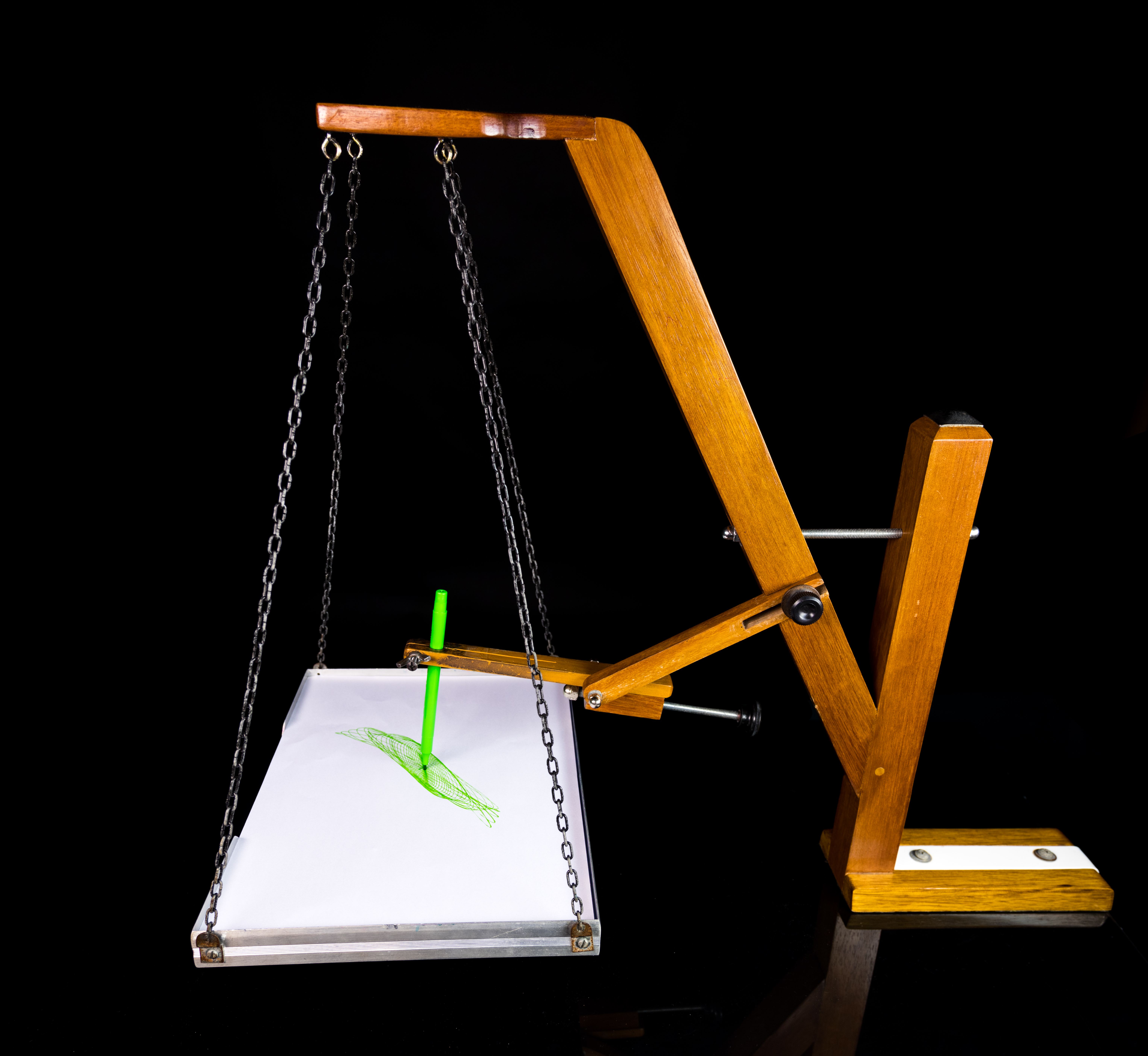
Armonografo

Un armonografo è un'apparecchiatura meccanica che si serve di pendoli per tracciare delle figure. Un tale meccanismo permette di tracciare le figure di Lissajous e anche curve più complesse. Queste apparecchiature sono comparse nel XIX secolo e sono attribuiti al francese Jules Antoine Lissajous (1822-1880).
Un armonografo semplice impiega due pendoli per controllare il movimento di una penna rispetto alla superficie sulla quale si vuole tracciare un disegno. Un pendolo muove la penna avanti e indietro lungo un asse per la superficie di tracciamento e l'altro muove la penna avanti e indietro l'asse perpendicolare al precedente.
Variando il rapporto delle frequenze dei due pendoli e il loro sfasamento si possono ottenere curve di molteplici aspetti: ellissi, spirali, figure a 8 e altre curve di Lissajous.
Un armonografo efficace e pratico per presentazioni in aula è stato realizzato da Giovanni Polvani (1892-1970): esso è costituito da un primo pendolo costituente un'altalena con la parte inferiore formata da una porzione "rettangolare" di superficie cilindrica in grado di portare uno strato di sabbia e da un secondo pendolo che oscilla perpendicolarmente formato da un contenitore di sabbia di colore diverso e di un forellino inferiore dal quale la sabbia può uscire con uniformità per depositarsi in modo stabile sullo strato portato dal primo pendolo.
Sono stati costruiti anche armonografi piuttosto complessi che incorporano tre o più pendoli o pendoli collegati, ad esempio un pendolo appeso ad un altro pendolo.